# Буханов, Алексей Борисович
Алексей Борисович Буханов (1965—2003) — майор МВД РФ, участник второй чеченской войны, Герой Российской Федерации (2004).

## Биография
Алексей Буханов родился 18 января 1965 года в Смоленске в семье служащих. В 1980 году он окончил 8 классов средней школы № 17 в Смоленске, в 1984 году — Смоленский строительный техникум. В 1984—1986 годах Буханов проходил службу в Советской Армии, в инженерных войсках. С 1986 года он работал инженером проектного института «Росгипросельхозтехагропром». С ноября 1995 года Буханов находился на службе в органах МВД РФ в отряде специального назначения УВД Смоленской области. Совершил 5 командировок в Чечню, участвовал в боевых действиях в ходе второй чеченской войны. К августу 2003 года майор милиции Алексей Буханов был старшим оперуполномоченным отряда милиции специального назначения УВД Смоленской области.
13 августа 2003 года Буханов находился в составе группы охранения колонны техники, которая попала в засаду чеченских сепаратистов. Под вражеским огнём он вытащил из подбитого бронетранспортёра двух раненых бойцов и спрятал их в кювете, оказав им первую помощь. Когда один из боевиков бросил гранату, Буханов закрыл собой раненого сотрудника ФСБ, погибнув при взрыве. Похоронен на Братском кладбище Смоленска.
Указом Президента России № 957 от 28 июля 2004 года за «мужество и героизм, проявленные при выполнении служебного долга» майор милиции Алексей Буханов посмертно был удостоен высокого звания Героя Российской Федерации.

## Память

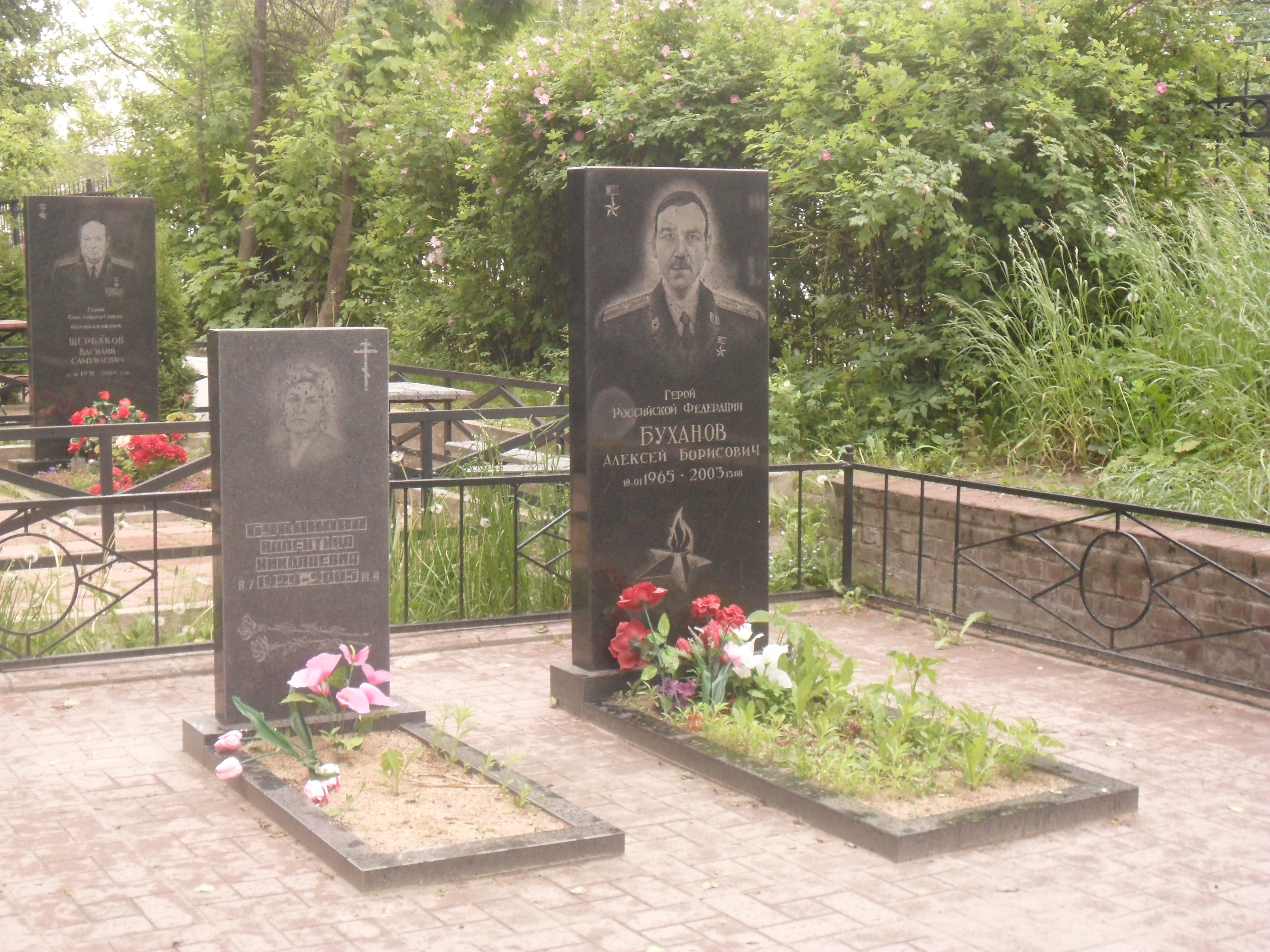
Могила Буханова на Братском кладбище Смоленска.

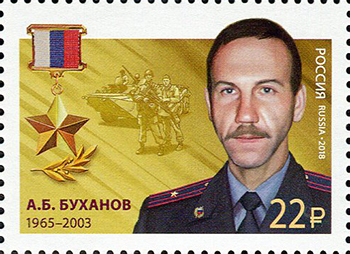
А. Б. Буханов на Почтовой марке, 2018 год серии «Герои Российской Федерации»

- Бюст Буханова установлен в здании УВД Смоленской области[1].
- На здании Смоленского строительного техникума установлена мемориальная доска.
- В Смоленске имя А. Б. Буханова выбито на памятном знаке, посвященном смолянам, погибшим в ходе боевых действий в Чечне. В сквере памяти воинов-интернационалистов на мемориале "Солдатам правопорядка, погибшим при исполнении долга" выбито имя А. С. Буханова. Имя Героя выбито на аллее Героев в сквере Памяти Героев.
- Приказом министра МВД РФ от 23 декабря 2005 года № 1041 майор милиции Буханов Алексей Борисович навечно зачислен в списки личного состава ОМСН КМ УВД Смоленской области[2]
- 22 марта 2018 года почтой России была выпущена почтовая марка из серии «Герой Российской Федерации» с изображением А. С. Буханов. К выпуску марки также были подготовлены конверты первого дня и штемпеля специального гашения для Москвы и Санкт-Петербурга.